# Моравский, Цезарий
Цезарий Моравский (пол. Cezary Morawski; род. 5 июня 1954) — польский актёр театра, кино и телевидения; также театральный режиссёр, режиссёр дубляжа и актёр озвучивания.

## Биография
Родился в Щецине. Актёрское образование получил в Театральной академии им. А. Зельверовича в Варшаве, которую окончил в 1977 году. Актёр театров в Варшаве. Выступает также в спектаклях польского «театра телевидения» с 1976 года.

## Избранная фильмография
актёр:
- 1977 — Акция под Арсеналом / Akcja pod Arsenałem
- 1978 — Спираль / Spirala
- 1980 — Константа / Constans
- 1981 — Из далёкой страны / Z dalekiego kraju
- 1985 — Дом сумасшедших / Dom wariatów
- 1985 — Детские сцены из жизни провинции / Sceny dziecięce z życia prowincji
- 1987 — Палата № 6 / Sala nr 6
- 1989 — Моджеевская / Modrzejewska
- 1990 — Европа, Европа / Hitlerjunge Salomon
- 1993 — Ветер с востока / Vent D'Est
- 1997 — Чародей: Страна Великого Дракона / Spellbinder: Land of the Dragon Lord
- 1998 — Амок / Amok
- 1998 — Экстрадиция 3 / Ekstradycja 3 (только во 8-й серии)

актёр дубляжа:
- Звёздный путь: Вояджер, Инопланетянин, Маппеты, Покахонтас, Я, Клавдий и др.

режиссёр дубляжа:
- Нико: путь к звёздам, Черепашки-ниндзя, Скуби-Ду и призрак ведьмы и др.

## Признание
- 2000 — Кавалерский крест Ордена Возрождения Польши.